# 埃德温·史密斯
埃德温·史密斯（英語：Edwin Smith，1922年9月17日—1997年1月15日），新西兰男子赛艇运动员。他曾代表新西兰参加1950年英联邦运动会赛艇比赛，获得男子八人单桨有舵手银牌。